# ロバート・レヴィン

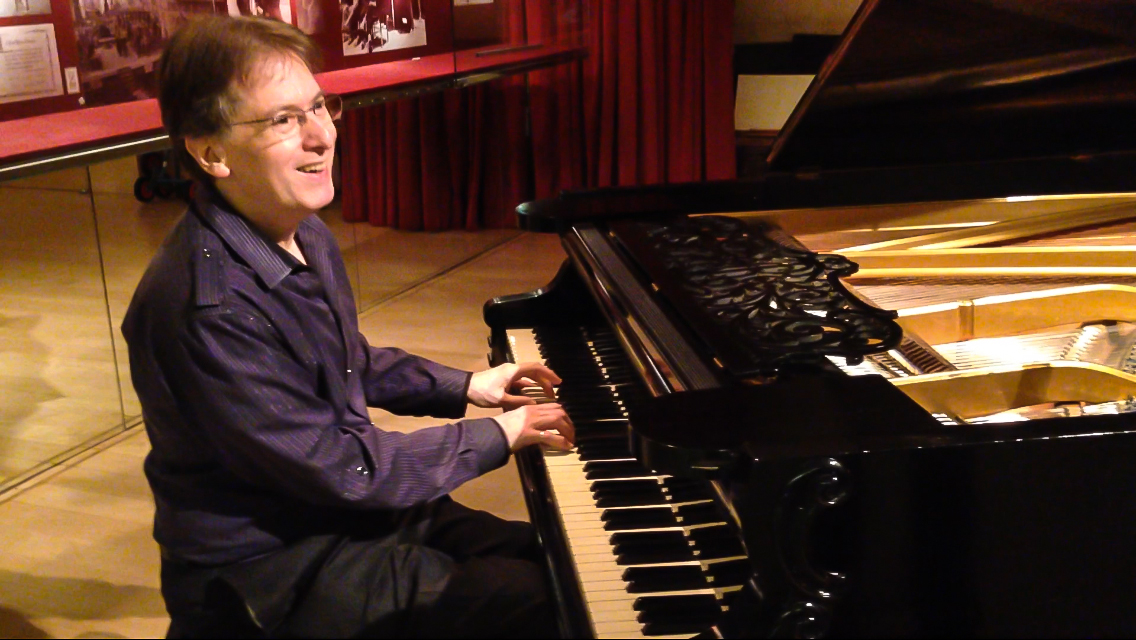
バルセロナの音楽博物館 (Museu de la Música de Barcelona) にてレーニッシュ製ピアノを演奏するロバート・レヴィン

ロバート・レヴィン（Robert D. Levin、1947年10月13日 - ）は、アメリカ合衆国のピアノ奏者、音楽学者、作曲家。

## 経歴
ハーバード大学卒業。カーティス音楽学校やフライブルク音楽大学など複数の音楽学校にて教鞭をとった後、1993年から2013年まで母校であるハーバード大学の教授を務めた。  
モーツァルトやヨハン・ゼバスティアン・バッハなど、18世紀の作曲家による未完の作品の校訂や補筆を行っている。 特に重要な功績とみなされているのが、モーツァルトのレクイエムニ短調とミサ曲 ハ短調『大ミサ曲』ハ短調の新版である。モーツァルトのレクイエムでは、「アーメン・フーガ」をモーツァルト自身のスケッチに基づいて改訂している。また、J.S.バッハのカンタータ「ああ、われは見たり、婚礼に行かんとする今(Ach! ich sehe, itzt, da ich zur Hochzeit gehe) BWV 162」のオーケストラ譜の改訂も行っている。2013年、20年間勤めたハーバード大学を退任。
ピアニストとしては、モーツァルトやベートーベンなどのピアノ協奏曲のソリストとしての演奏が有名であり、作曲当時のスタイルに沿ったカデンツァの即興演奏を得意とする。 